# Коваленко, Олег Игоревич
Оле́г И́горевич Ковале́нко (укр. Олег Ігорович Коваленко; 11 апреля 1988, Одесса, СССР) — украинский футболист, полузащитник

## Биография
В ДЮФЛ выступал за одесский «Черноморец», никопольский «Обрий» и днепропетровский УФК. Профессиональную карьеру начал в харьковском «Гелиосе». В команде дебютировал 21 июля 2006 года в матче против иванофранковского «Спартака» (0:2). Всего за «Гелиос» провёл 18 матчей и забил 3 гола. После играл за молдавский «Зимбру» и эстонский «Пярну». Весной 2009 года вернулся на Украину в кременчугский «Кремень». Летом 2009 года перешёл в овидиопольский «Днестр», подписал однолетний контракт.
В 2004 году провёл 7 матчей и забил 2 гола за юношескую сборную Украины до 17 лет.

## Личная жизнь
Его старший брат Денис также профессиональный футболист. Он также как и брат выступал за «Днестр» и «Реал Фарма».